# I Can't Wait
I Can't Wait is een nummer van de Amerikaanse zangeres Stevie Nicks. Het nummer werd geschreven door haarzelf, samen met Rick Nowels en Eric Pressly. Nowels namen samen met Jimmy Iovine de productie voor zijn rekening namen. In december 1985 werd het uitgebracht als leadsingle van haar derde album Rock a Little.

## Achtergrond
Nicks legde in 1991 uit waar het nummer over gaat: "Om dit nummer te begrijpen, moet je jezelf een beetje gek laten worden. Liefde is blind, het komt nooit uit, maar je moet het gewoon hebben. Ik denk dat dit ongeveer het meest opwindende nummer was dat ik ooit had gehoord. [...] Ik zong het maar één keer en heb het sindsdien nooit meer in de studio gezongen. Sommige vocalen zijn magisch en simpelweg niet te verslaan."
In de videoclip speelt Nicks zelf de hoofdrol. Tijdens het opnemen van deze clip zat ze naar eigen zeggen aan de drugs. Hierover vertelde ze later: "Ik kijk naar die video, ik kijk naar mijn ogen en zeg nu tegen mezelf: 'Had je de wiet, de cocaïne en de tequila drie dagen kunnen laten liggen, zodat je er wat beter uit had kunnen zien? Het zorgt er gewoon voor dat ik terug naar dat moment wil gaan en mezelf wil neersteken."
Het nummer is opgenomen in de soundtrack van de videogame Grand Theft Auto V, waar het te beluisteren is op de virtuele radiozender Los Santos Rock Radio.

## Hitnoteringen en prijzen
I Can't Wait bereikte als hoogste notering de zestiende plek van de Billboard Hot 100.